# Jever
Jever är en stad i Niedersachsen, Tyskland. Jever har cirka 15 000 invånare och är administrativ huvudort i Landkreis Friesland. I Jever bryggs ett öl, som även det heter Jever.

## Historia
Området runt Jever är bebott sedan mycket länge, förmodligen sedan tiden för Kristi födelse. Jever tillhörde grevskapet Rüstringen och år 826 kom Jever och övriga Rüstringen under danskt styre genom furst Hariold. Sedan kom Jeverland under Sachsen och därefter under Hannovers styre. Stadsnamnet nämns första gången år 1158 som Geverae.
I slutet på 1100-talet blev Jever och det omkringliggande Jeverland en del av hertigdömet Oldenburg. Jeverlandet räknades nu som en del av grevskapet Östringen som bland annat är känt för den så kallade frisiska friheten, vilken innebär att friserna inte skulle styras av någon furste. Jever var under denna tid en viktig handelsort.
År 1347 blev Jever stad och under 1400-talet fick staden nära band med Vitaliebröderna, bland annat sjörövaren Klaus Störtebeker.
Jeverlandets siste (manlige) hövding, Edo Wiemken, slutförde bygget av Jevers slott år 1505. Under en kort period kom Jever under grevskapet Ostfriesland greve Edzard I av Ostfriesland, men Jeverlandets sista hövding Maria av Jever lyckades sedan hävda sin regering med kejsarens hjälp.  Efter hennes död 1575 kom Jever att bli en del av hertigdömet Oldenburg. År 1667 blev Jever en del av furstendömet Anhalt-Zerbst, vilket år 1793 delades upp mellan olika furstar. Jeverland kom då under den ryska kejsarinnan Katarina II. År 1807 ockuperades området av Holland och år 1810 blev det en del av Frankrike. År 1813 blev Jever åter ryskt och 1818 tillföll det åter storhertigdömet Oldenburg.
Jever var under 1800-talet en självständig stad men i samband med förvaltningsreformen i Oldenburg 1933 blev staden en del av distriktet Friesland. Jever är huvudort för detta distrikt.

## Referenser

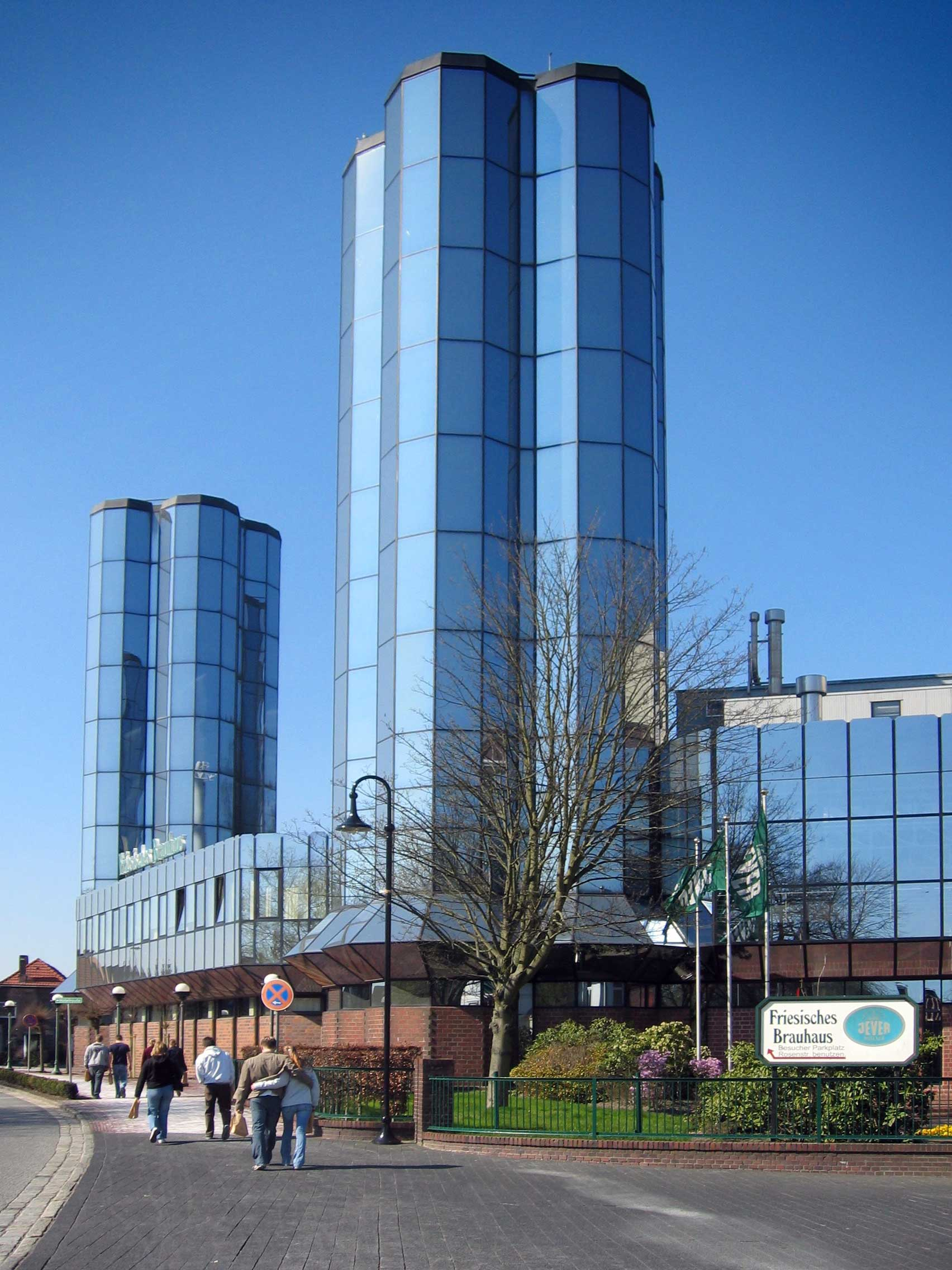
I dag är Jever mest känt för sitt öl (bryggeriet i april 2005)
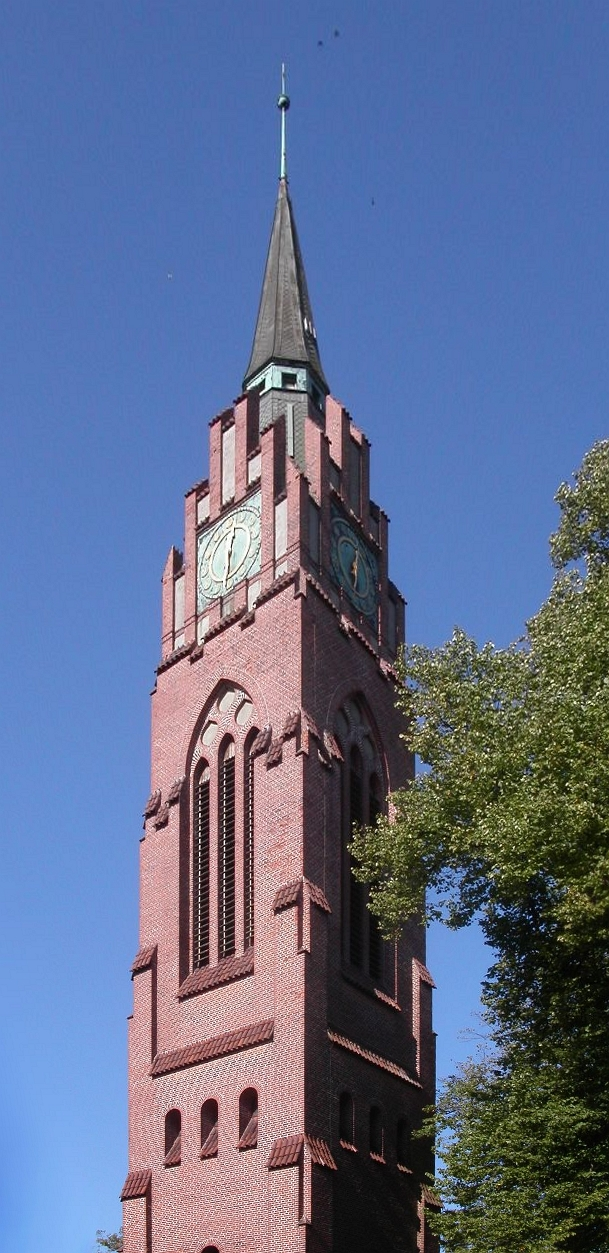
Evangeliska stadskyrkan i Jever